# Resolution 815 des UN-Sicherheitsrates
Die Resolution 815 des UN-Sicherheitsrates ist eine Resolution, die der Sicherheitsrat der Vereinten Nationen in seiner 3189. Sitzung am 30. März 1993 einstimmig beschloss. Sie behandelte die Bekräftigung der bestehenden Resolutionen 743 (1992) und aller nachfolgenden einschlägigen Resolutionen einschließlich 802 (1993) und 807 (1993) betreffend der Schutztruppe der Vereinten Nationen (UNPROFOR) und verlängerte gemäß Kapitel VII der Charta der Vereinten Nationen das Mandat der UNPROFOR um eine zusätzliche Übergangszeit bis zum 30. Juni 1993.
Die Ratsmitglieder stellten ferner fest, dass er das Mandat der UNPROFOR einen Monat nach der Annahme der aktuellen Resolution im Lichte etwaiger neuer Entwicklungen überprüfen wird. Die Resolution bekräftigte ferner die Unterstützung für die Ko-Vorsitzenden des Lenkungsausschusses der Internationalen Konferenz über das ehemalige Jugoslawien in ihren Bemühungen, zur Festlegung des künftigen Status der Gebiete beizutragen, die aus den Schutzgebieten der Vereinten Nationen bestehen und integraler Bestandteil Kroatiens sind und forderte die uneingeschränkte Achtung der Genfer Konventionen und des humanitären Völkerrechts in diesen Gebieten sowie die Freizügigkeit der UNPROFOR.